# Volvo XC40
Volvo XC40 är en crossover som Volvo Personvagnar introducerade i september 2017.
Volvo XC40 är den första modellen som byggs på CMA-plattformen, som utvecklats tillsammans med ägaren Zhejiang Geely Holding Group och dess bolag CEVT i Göteborg. Bilen kommer att erbjudas med tre- och fyrcylindriga VEA-motorer. Den kommer även att erbjudas som plug-in-hybrid.

## Motorprogram
| Modellnamn | Effekt hk(kW)@rpm | Vridmoment Nm@rpm | Cyl-volym | Beteckning | Beskrivning                           |
| ---------- | ----------------- | ----------------- | --------- | ---------- | ------------------------------------- |
| D3         | 150 (110) @ 3750  | 320 @ 1750 - 3000 | 1969 cm³  |            | Rak 4-cyl turboladdad dieselmotor     |
| D4         | 190 (140) @ 4250  | 400 @ 1750-2500   | 1969 cm³  | D4204T14   | Rak 4-cyl dieselmotor med dubbelturbo |
| T3         | 156 (115) @ 5000  | 265 @ 1850 - 3950 |           |            | Rak 3-cyl 1.5 liters motor            |
| T4         | 190 (140) @ 4700  | 300 @ 1400 - 4000 |           |            | Rak 4-cyl turboladdad bensinmotor     |
| T5         | 247 (182) @ 5500  | 350 @ 1800-4800   | 1969 cm³  |            | Rak 4-cyl bensinmotor med turbo       |

## Tillverkad
| År    | Volvo XC40 (PHEV) | Volvo XC40 BEV |
| ----- | ----------------- | -------------- |
| 2017  | ≈ 96              | 0              |
| 2018  | ≈ 75 828          | 0              |
| 2019  | ≈ 139 847         | 0              |
| 2020  | ≈ 180 700         | ≈ 4 700        |
| 2021  | ≈ 176 500         | ≈ 24 500       |
| 2022  | ≈ 126 700         | ≈ 42 500       |
| 2023  | ≈ 125 000         | ≈ 75 700       |
| 2024  |                   |                |
| Summa |                   |                |